# 蘭休特之戰 (1809年)
蘭休特戰役發生於1809年4月21日，交戰雙方分別是拿破崙率領共60,000人以上的法國、符騰堡（第八軍）、巴伐利亞（第七軍）聯軍，以及約翰·馮·希勒率領的46,000名奧軍。奧軍儘管數量上寡不敵眾，卻依然在拿破崙到來前奮力抵抗，隨後整場戰役明顯成了法軍的勝利。

## 前奏
當時蘭休特實際上發生了兩場交戰。第一場發生於4月16日，當時希勒率軍將巴伐利亞守軍逐出蘭休特。五天後，法軍在阿本斯貝格戰役戰勝奧軍，迫使後者左翼36,000人撤往蘭休特，讓希勒再次指揮這支部隊。拿破崙確信這是奧軍主力，並下令讓·拉納前去追擊。4月21日，拉納的部隊追上了希勒，後者決定保衛蘭休特以利貨運列車的撤離。伊薩爾河在蘭休特地區被兩座橋橫跨，中央還有座小島。希勒將騎兵前哨部署於蘭休特北方，主力軍則部署在蘭休特內以及南方的高地上。當天早晨，希勒得知法軍約57,000人在安德烈·馬塞納的領導下，正在上游的莫斯堡橫渡伊薩爾河。

## 戰役過程
希勒意識到他無法支撐太久，因為馬塞納正試圖阻絕其撤退之路。與此同時，奧軍騎兵被拉納的部隊逐退，被迫後撤回蘭休特。法軍迅速攻占北岸的橋梁，而奧軍撤往蘭休特鎮中心以保衛南岸橋梁。奧軍試圖燒毀第二座橋梁，但前幾日的降雨導致他們僅達成部分目標。然而，奧軍還是設法關閉了橋梁盡頭的城門。法軍此時面臨的，是必須在燜燒的橋梁上橫渡。拿破崙派出副將喬治·莫頓（後成為洛鮑伯爵）擔任第17線擲彈兵的攻擊指揮。面對奧軍四面八方的重火力，莫頓下令部下進攻時不要用鳥銃開火。隨後擲彈兵們來到城門前並予以爆破，讓巴伐利亞的部隊得以快速增援破口。
接著雙方在蘭休特內進行巷戰。然而法軍已從蘭休特西側橋梁度過，正由南方進入蘭休特。

## 後果
許多守軍都遭俘擄，但希勒成功與大部撤往瓦勒湖畔諾伊馬克特。當天午後，法軍最終攻佔了蘭休特。奧軍總共承受了10,000名傷亡，損失30門加農砲，更慘的是他們折損了許多彈藥箱、浮橋火車以及數以千計的補給車。法軍勝利後，花了大部分的下午時光在搜刮這些補給品。

### 書籍
- Gill, John H. . London: Frontline Books. 2014. ISBN 978-184415-713-6.